# 知育玩具
知育玩具（ちいくがんぐ、英語: Educational toy）は、幼児や児童が知能的発達を促進する玩具、または幼児や児童の学習の助けになる玩具の事である。
いわゆる教材が知識を増やすために用いられるのに対し、知育玩具は、考える事や表現する事を通じて、知能全般の発達を促す事を目的としている。教材的な機能をもつ知育玩具も多数存在する。

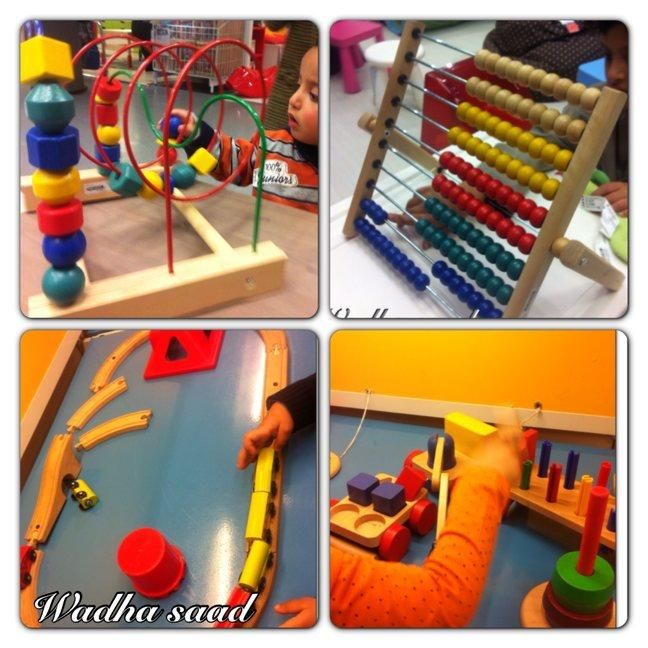
知育玩具

## 概要
知育玩具の概念は、児童心理学の発達に深い関係があるが、明確な定義がある訳では無いため、それ以前からある玩具が知育玩具として後年見直される例は多い。この概念はそれほど新しいものではなく、フリードリヒ・フレーベルの恩物（1838年）に見るように成長段階をおって与えられるものとしての玩具が存在する。
なお、玩具は子供が使用する道具ではあるが、その購入に際して最終的には親や保護者が意思決定を行い買い与えるものでもあるため、こと知育玩具のように子の成長を願う側からすれば好ましい影響が期待されるものは積極的に与えられる傾向もあり、玩具メーカーとしてもこれに注力するところもみられる。
幼児用の物に関しては、日常生活が常に学習である（→躾・家庭教育）ともいえるため、幼児用玩具の大半は広義の知育玩具ともいえる。幼児は玩具を噛んだりしゃぶったりする事も珍しく無いため、幼児用の玩具全般と同様に、舐めても安全で常に清潔が保てるような物が望ましい。その意味では水に溶出する顔料や、中毒を起こしたりしかねない鉛・アレルギー物質など有害な成分を用いた製品は問題がある。また布製玩具では、家庭で洗濯ができるなど、衛生的に保つことが可能なよう配慮される傾向にある。

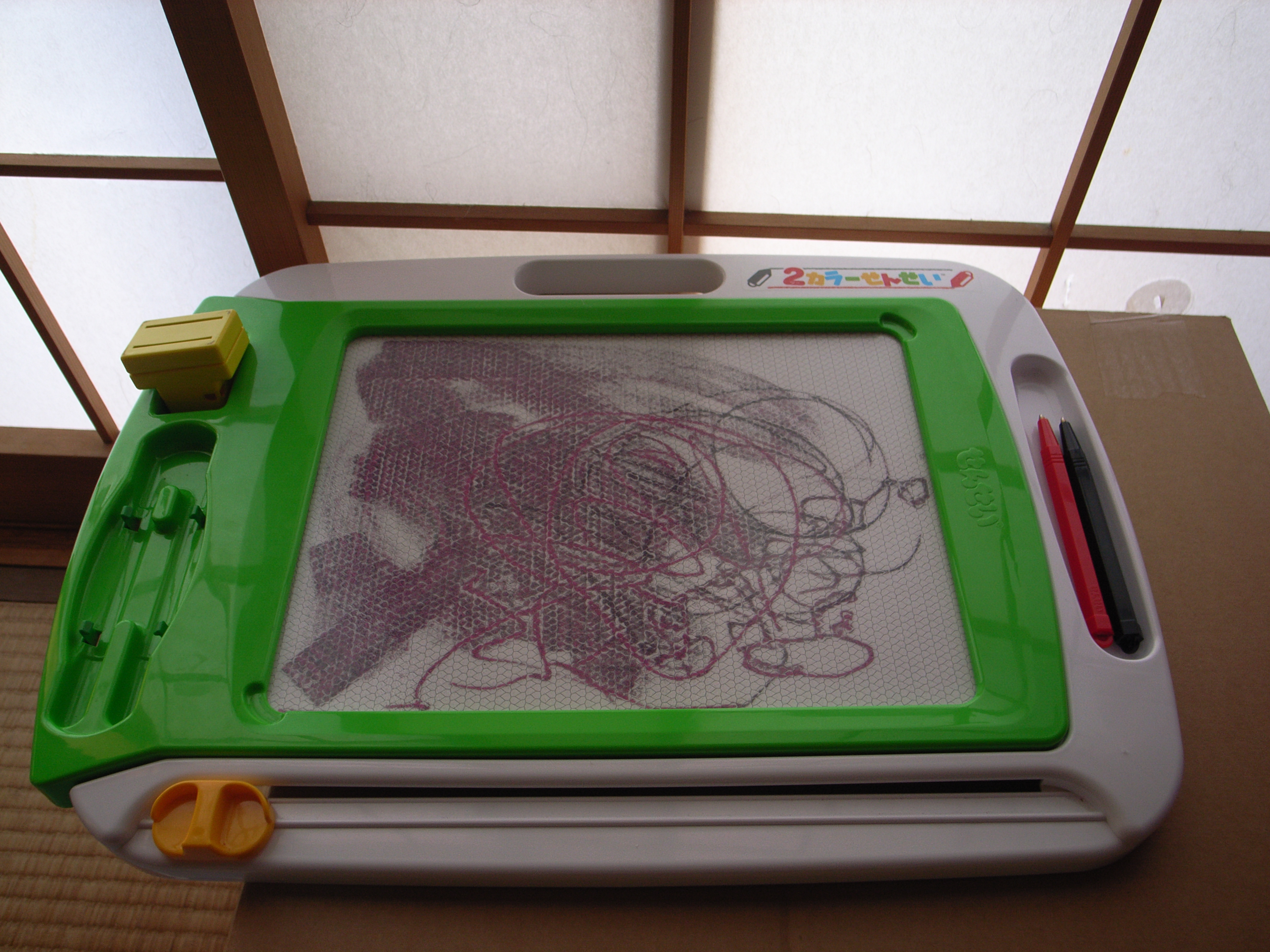
お絵かきボード「カラーせんせい」

幼児や児童などの子供は、大抵の場合において玩具で遊ぶことを好むものであるが、その一方で玩具で遊ぶことを通して様々なものを得ており、知能の発達から情操教育に至るまで様々な影響を鑑みれば、玩具を通して得られる影響も広範囲におよぶ。いわゆる知育玩具は、そういった「子供に与える影響」に特に配慮がなされている玩具だといえよう。 

### 動向
レゴ・ブロックは、1949年にその原型が作られた、自己結合機能を持つプラスチック・ブロックだが、同社の製品やその類似品の多くが、知育玩具として広く評価されている。またそれらの原型と成った積み木も、優れた知育玩具として幼児の発育に適した物だとされている。

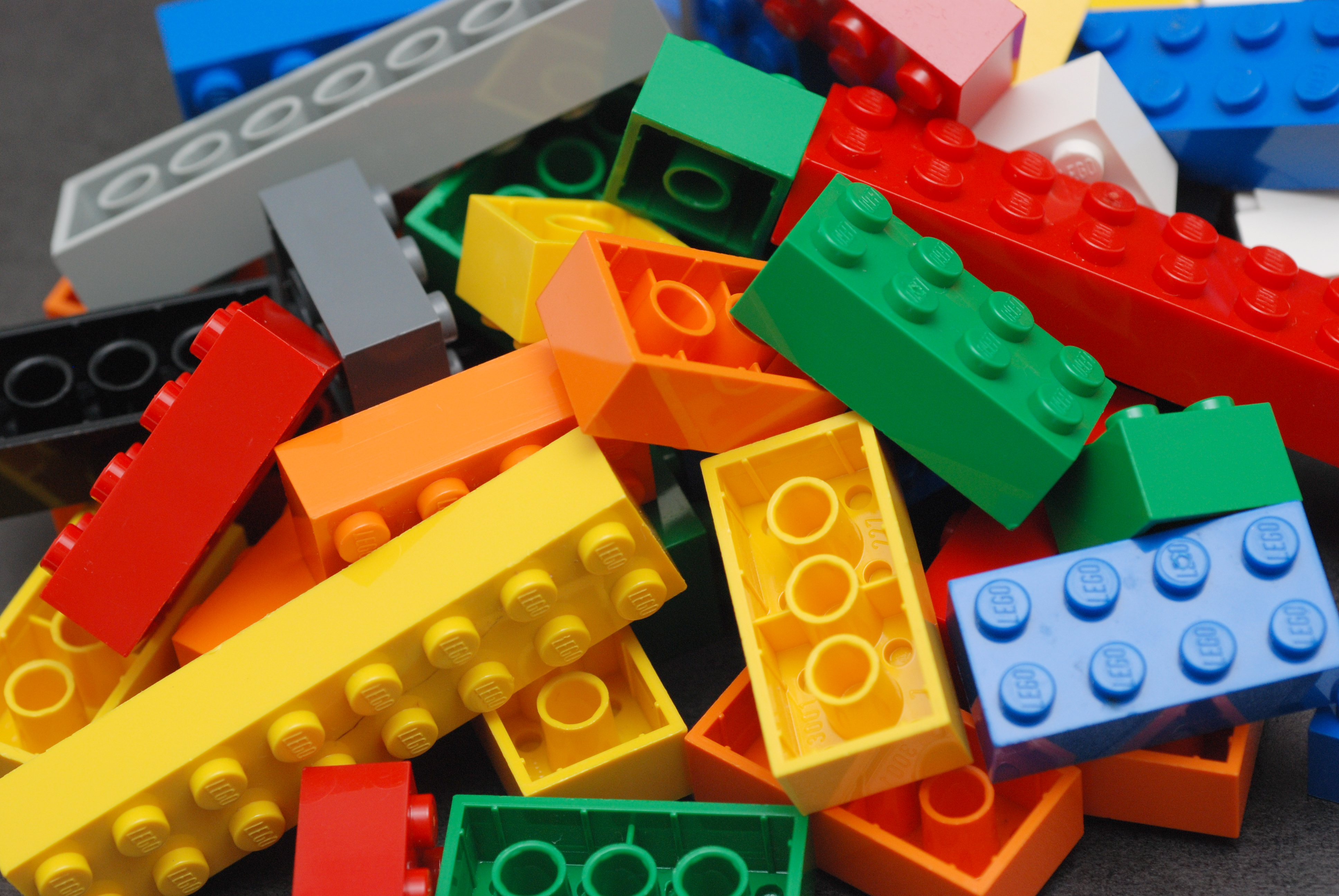
レゴ

日本において、特に知育玩具の概念が世間全般に広まったのは、1970年代頃の教育ブーム以降で、玩具を通じて両親（主に母親）が教育を行えるという、幼児・児童用教材として開発された様々な製品が発売された。これら幼児・児童教材は、その後の知育玩具市場形成の上で、大きな役割を果たしたが、中には教育を全面に押し出し過ぎて、幼児や児童が関心を示さなかった種類の商品群も過渡期的に出回ったようである。

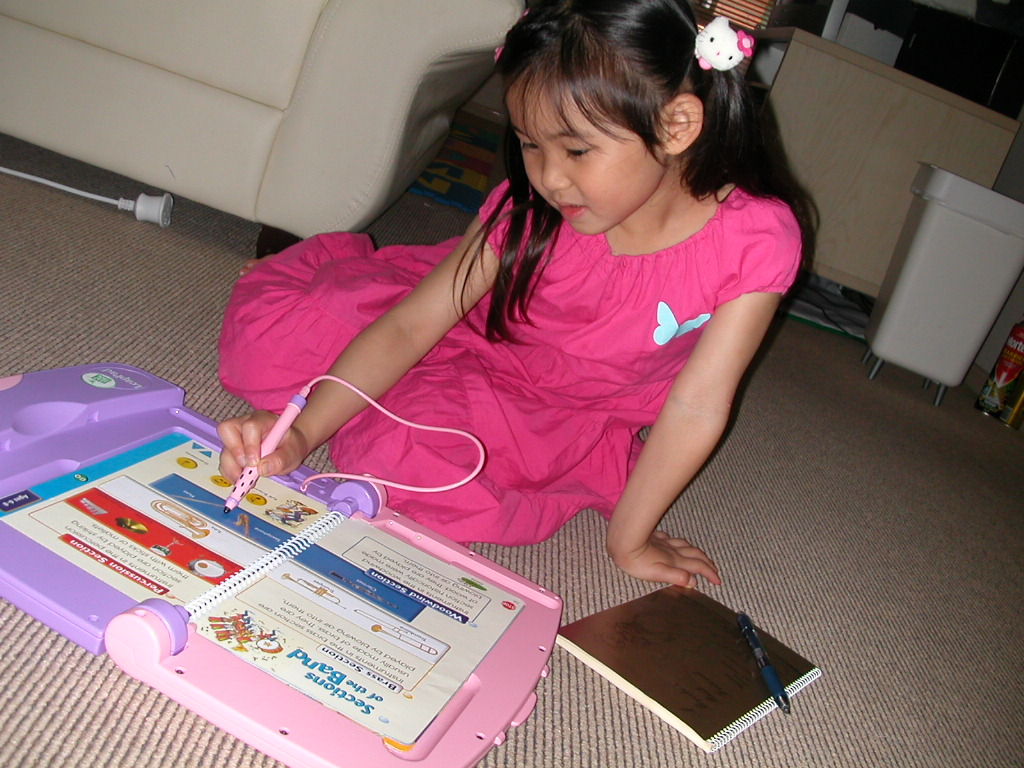
リープパッド

今日ではハイテクを導入した電子化された知育玩具も数多く登場し、音声による教育を行う物や、インタラクティブ(双方向)な絵本というような物も数多く開発・発売され、市場に出回っている。最近の傾向としては、児童や幼児が玩具に働き掛ける事で、玩具がそれに応じた反応を返すという、一人遊びと二人遊びの中間にあるような種類の物が多い。特に高度な物はメカトロニクス分野の発達に伴い、非常に高度で精巧な物も多く、中高生や大人の中にも、これら知育玩具のファンがいるほどである。レゴ・マインドストームでは、ギーク（技術方面に熱狂的関心を示すマニア）が精力的にこれの可能性を模索、二足歩行ロボットから本物のサイコロを投げて乱数を発生させる乱数発生器などまでハッカー文化の範疇にて様々な発表も見られる。
想像力、表現力が育まれることを願われて知育玩具市場は拡大し続けており、現在は磁石ブロックをもちいたものが人気を集めている。

## 主な分類
一般的に知育玩具と目されている玩具類には様々な物が含まれる。
幼児向け語学・数学的教材
「あいうえお」といった五十音やアルファベット、一桁の足し算や九九等を印字した布やスポンジ等の柔らかい素材でできた玩具。固い積み木でも同様の物があるが、どちらも両親などの身近な人間が、それら玩具に印刷された記号の意味を教える所から始まる。
パズル
幼児向けのパズル玩具。ジグソーパズルでは子供に人気のあるキャラクターを描き、ピースを単純な形状にした物、ピースに文字や地図を記し学習効果を狙った物がある。立体パズルには様々な図形、文字、数字などの部品を、同一形状の穴や窪みにはめ込むという組み立てパズル、敷き詰めパズルを簡略化した物もある。
自由に形を形成出来る玩具
これら玩具は組み立てて何かの形を模倣させる事で、認識能力の強化や、創意工夫の意欲を強化する役に立つと考えられている。また人間の最も優れた表現器官である手を駆使する事で大脳の発達を促すと考えられており、幼児や児童の大半がこれらに夢中に成る点からも好ましい玩具として広く受け入れられている。凹凸の有るブロックを組み合わせるものとして、レゴブロック（レゴ：デンマーク）などが代表格に上がるが、これ以外にも各々に特徴的な構造を持ち、それぞれに魅力的な様々な製品が存在している。
理科教育用の製品
単純な化学、工学、電子工学を学習する手助けをする。例えば日本では電子回路を組み合わせる電子ブロック（学習研究社）がよく知られている。
操作によって音声の出る物
古くは内蔵されたカセットデッキによって、正しい発音を繰り返し聞かせる物もあったが、やがて音声合成LSIチップを内蔵して英単語から英語の発音を出す物や、デジタル録音でROMチップに録音された音声を、操作に応じて発声する物が出た。近年では、家庭用ゲーム機のように、ロムカセットの交換で、異なる専用の絵本に対応して、詳しい説明を行ったり、動物の鳴き声を出し、専用地球儀を使えば、地域情報を読み挙げるような精巧な物も登場している。
テレビに接続する物
家庭のテレビ受像機に接続して、本体の動作をテレビ画面上で表すもので、テレビゲームと同じ技術で出来ているが、内容が教育的で、操作もゲームコントローラーではなくペンタブレットやタッチパネルで行うようになっている。さらに発想を逆転させて、簡単な操作の幼児向け知育ソフト郡を既存のテレビゲーム機へ投入するというシリーズも登場した。
ビデオ教材
より教材的な意味合いが強いが、幼児や児童が好むキャラクターを登場させ、興味を惹くように作られている。子供にとっては非常に受動的な遊び方であったこれら商品だが、近年ではビデオCDやDVD、更に専用プレーヤーを使って、双方向的に物語が展開する商品も登場している。日本ではてれびっこやプレイディア（共にバンダイが展開）が販売されている。

## ハイテクと知育玩具
知育玩具では、子の健やかな成長を期待する親など家族の期待もあって、一般の玩具よりも高価な製品も見られるが、その一方では出来るだけ最新の科学に関係した製品も好まれる性質もあり、知育玩具の中には一定の「ハイテク玩具」と重なる市場が見られる。
また最新技術でも教育・知育分野で有効と考えられるなら旺盛に取り入れられる市場もあるため、そういった製品も数少なくないが、研究分野でも情報処理技術などを取り入れる動きも見られ、LOGOなどは幼児や児童が使うことを前提としたプログラミング言語として良く知られている。プログラミング言語は有形の玩具とはやや性格が異なるが、このプログラミング環境を具えたパーソナルコンピュータも、広義の知育玩具とみなすことが出来る。
このほか、ロボットの中には様々なセンサーや知能的な処理機能を備え、将来的には子供から高齢者までもが扱える・共同作業したり何らかの命令をして仕事を代行させられる家庭用ロボットも構想されており、この中には家事に含まれる育児などを通して子供と触れ合う可能性もあり、その場合に「子供と遊ぶ」という仕事が出来るロボットの出現も予想され、サイエンス・フィクションの分野でもそれら子守りをするロボットもしばしば描かれる。こういった子守りロボットも子供に遊びを提供するという性格において、知育玩具の一種とみなせるのかもしれない。